# Vladimir Aleksandrov
Vladimir Petrovič Aleksandrov (in russo Владимир Петрович Александров?; traslitterazione anglosassone Vladimir Petrovich Aleksandrov; Il'ino, 7 febbraio 1958) è un ex bobbista sovietico.

## Biografia
Ai XIV Giochi olimpici invernali (edizione disputatasi nel 1984 a Sarajevo, Jugoslavia) vinse la medaglia di bronzo nel Bob a due con il connazionale Zintis Ėkmanis, partecipando per la nazionale sovietica, venendo superati dalle due tedesche.
Il tempo totalizzato fu di 3:21,39 con un distacco minimo rispetto alle altre classificate 3:20,78 e 3:20,22 i loro tempi.

## Palmarès

### Olimpiadi
- 1 medaglia:
  - 1 bronzo (bob a due a Sarajevo 1984).